# Chilcas (distrito)
Chilcas é um distrito do peru, departamento de Ayacucho, localizada na província de La Mar.

## Transporte
O distrito de Chilcas não é servido pelo sistema de estradas terrestres do Peru.